# Visited by the Ghost of Blind Willie Lemon Juice Namington IV
Visited by the Ghost of Blind Willie Lemon Juice Namington IV è il secondo album studio del gruppo folk punk italiano Zen Circus, pubblicato nel 2001.

## Il disco
È il primo album pubblicato come Zen Circus, infatti per il primo album il nome del gruppo era The Zen. È anche il primo album registrato con il bassista Ufo.
Il disco è ispirato alla figura di Willie, ex-dipendente civile della base americana di Camp Darby vicino a Pisa. L'album è pubblicato per Ice For Everyone, etichetta personale del gruppo. Il gruppo è riuscito a pagare le registrazioni costruendo lo studio stesso. Venne girato il video di Chicken factory, per la regia di Luca Ciuti.

## Tracce
1. Folk punk rockers
2. Milk legs
3. Easy as pie
4. Hilly billy cab driver
5. Chicken factory
6. Jack (is American)
7. The green fuzzy thing
8. Drivin' in my car
9. Mexican requiem
10. It rains over Delft
11. A dead song for Elaine
12. Weak love
13. Where is my heart?
14. Sneacky Behaviour
15. HF Modulator blues

## Formazione
- Andrea Appino - voce, chitarra elettrica, chitarra acustica, banjo a 6 corde, violino, congas, maracas, arpa, rhodes
- Massimiliano "Ufo" Schiavelli - basso elettrico, basso acustico, cori
- Marcello "Teschio" Bruzzi - batteria, percussioni, fischio, mandolin-banjo, cori